# مطار جينغقانغشان
مطار جينغقانغشان (بالإنجليزية: Jinggangshan Airport)‏ (إياتا: JGS، إيكاو: ZSGS) يقع في مدينة جيآن في جمهورية الصين الشعبية. صنف مطار جينغقانغشان في المرتبة التسعون في الصين من حيث عدد الركاب عام 2011 وفقًا لإدارة الطيران المدني في الصين، حيث تعامل مع 302,406 راكب، وبلغ إجمالي حركة الطائرات (القادمة والمغادرة) 3,502 طائرة وقد بلغت كمية البضائع المنقولة عبر المطار 1,122 طن.

## شركات الطيران والوجهات
| شركـات طيـران            | الوجهات |
| ------------------------ | --- |
| طيران الصين              | مطار بكين العاصمة الدولي، مطار بكين داشينغ الدولي |
| خطوط العاصمة بكين الجوية | مطار نانينغ الدولي |
| Chengdu Airlines         | مطار جينغديو الجديد، مطار فوتشو تشانغله الدولي، مطار شيامن قاوتشي الدولي |
| خطوط شرق الصين الجوية    | مطار قوييانغ لونغدونغابو الدولي، مطار هانغتشو شياوشان الدولي، مطار كونمينغ جانغشوي الدولي، مطار نانجينغ الدولي، مطار نانينغ الدولي، مطار شانغهاي بودنغ الدولي، مطار شينزين باوان الدولي، مطار شيان شيانيانغ الدولي |
| خطوط جنوب الصين الجوية   | مطار جييانغ شاوشان، مطار تشنغتشو الدولي |
| طيران لونج               | مطار شنيانغ الدولي، مطار تشوهاى سانزو |
| خطوط شانغهاي الجوية      | مطار هايكو ميلان الدولي، مطار شانغهاي هونغكياو الدولي |
| سبرينغ (شركة طيران)      | مطار تشونغتشينغ جيانغبى الدولي، مطار لانتشو تشونغ تشوان، مطار نينغبو ليش الدولي، مطار جينجيانغ تشيوانتشو |
| West Air                 | مطار تشونغتشينغ جيانغبى الدولي، مطار شيامن قاوتشي الدولي |